# BR-498
De BR-498 is een federale weg in de deelstaat Bahia in het zuidoosten van Brazilië. De weg is een verbindingsweg die BR-101 met het Nationaal park Monte Pascoal verbindt. De dichtstbijzijnde plaats ligt ongeveer zestien kilometer zuidelijker en heet Itamaraju.
De weg heeft een lengte van 14,2 kilometer.